# 動機行銷
動機行銷（英語：Cause Marketing），指營利組織依照其企業社會責任試圖在行銷活動中達成獲利與慈善目標。

## 善因行銷
事業關聯行銷（英語：Cause-Related Marketing, CRM），或稱善因行銷、公益行銷、善意消費或高尚目標市場推廣運動，指企業的行銷活動同時具有營利及利益社會的雙重目標，在一些意義下為動機行銷的同義詞。菲利普·科特勒定義善因行銷為「品牌與非營利組織合作，或投入資源達成非營利目標」。
1981年，美國運通為修復自由女神像進行的勸募為善因行銷最早的紀錄。
善因行銷區常見有４種類型：
1. 品牌議題推廣：品牌推廣特定社會議題。
2. 聯合議題推廣：品牌與非營利組織聯合推廣特定社會議題。
3. 和銷售相關的募款活動：消費者購買品牌的產品或服務，則品牌捐贈一定比例收益予非營利組織。
4. 授權：品牌獲得非營利組織授權，以其名義銷售產品或服務，而非營利組織則收取權利金。

## 批評
Angela M. Eikenberry批評善因行銷帶來長期成本，包含削弱人們研究議題原因的動機、用消費行為取代原先的慈善行為導致慈善動機遭到削弱等。